# نیرولی
نیرولی (به لاتین: Neervely) یک منطقهٔ مسکونی در سری‌لانکا است که در استان شمالی (سری‌لانکا) واقع شده‌است. نیرولی ۵۰٬۰۰۰ نفر جمعیت دارد.